# Esselenichthys
Esselenichthys är ett släkte av fiskar. Esselenichthys ingår i familjen taggryggade fiskar.
Kladogram enligt Catalogue of Life:
| Esselenichthys | \| \| Esselenichthys carli \| \| \| \| \| \| Esselenichthys laurae \| \| \| \| |
|                | \| \| Esselenichthys carli \| \| \| \| \| \| Esselenichthys laurae \| \| \| \| |
|                | Esselenichthys carli                                                           |
|                |                                                                                |
|                | Esselenichthys laurae                                                          |
|                |                                                                                |